# カナダ海盆

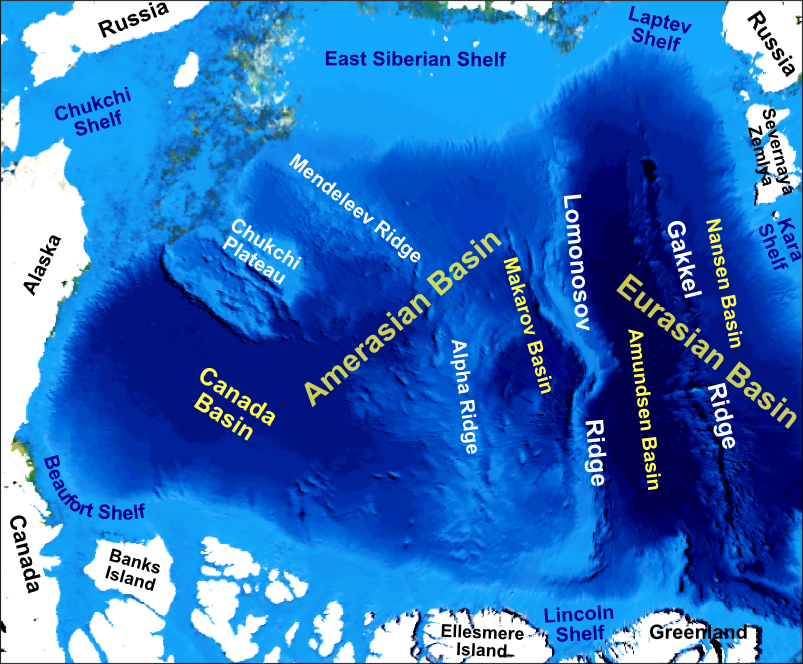
北極海の深浅測量図

カナダ海盆（カナダかいぼん、Canada Basin）は、北極海にあるアメラジアン海盆の一部を構成する深い海盆である。